# Bernhard Travelmann
Bernhard Travelmann (* im 14. Jahrhundert; † im 14. Jahrhundert) war in den Jahren 1354 bis 1367 Domherr in Münster.

## Leben
Bernhard Travelmann entstammte dem münsterischen Erbmännergeschlecht Travelmann. Er gehörte mit Albert Kerckerinck und Johannes von Warendorf zu den adeligen Patriziern, die zu dieser Zeit dem Domkapitel angehörten. 
1392 gab sich das Domkapitel ein Statut, das den jahrhundertealten Brauch festschrieb, nach dem nur Personen adliger Abstammung der Zugang zu diesen Ämtern möglich war. Diese Regelung führte zum „Erbmännerstreit“, als die Ritterschaft den Erbmännern im Kampf um die lukrativen Pfründen den Adel absprach, obwohl diese bereits seit dem Mittelalter und auch nach dieser Regelung Mitglieder des Domkapitels und sogar einen Domdechanten gestellt hatte. 1557 versuchte Johann Schencking, diese Sperre zu durchbrechen. Mit diesem Streit, bei dem sich Johann Ludwig von Kerckerinck für die Interessen der Erbmänner einsetzte, beschäftigte sich das Reichskammergericht über lange Zeit und stellte 1685 in einem Urteil die Ritterbürtigkeit der Erbmänner fest. Domkapitel und Ritterschaft wehrten sich dagegen und legten Revision ein. 1709 bestätigte Kaiser Joseph I. dieses Urteil. Das Domkapitel widersetzte sich weiterhin und erst nach einer Strafandrohung durch Kaiser Karl VI. wurde der Widerstand aufgegeben.
Bernhard Travelmann besiegelte das Kapitelstatut vom 21. September 1313 nachträglich und findet erstmals am 13. September 1354 als Domherr zu Münster urkundliche Erwähnung. In diesem Amt blieb er bis 1367. Er war Bevollmächtigter des Domkapitels beim Papst in Avignon. Er war darüber hinaus noch Kanoniker in den Kollegiatstiften Alter Dom zu Münster und St. Ludgeri. Die Quellenlage gibt über seinen weiteren Lebensweg keinen Aufschluss.